# Rouen Open 2025
Rouen Open 2025, oficiálně Open Capfinances Rouen Métropole 2025, byl tenisový turnaj na ženském profesionálním okruhu WTA Tour, hraný v Kindareně. Čtvrtý ročník Rouen Open probíhal mezi 14. a 20. dubnem 2025 v normandské metropoli Rouenu na halové antuce.
Turnaj dotovaný 239 212 eury patřil do kategorie WTA 250. Spolu se Stuttgart Open jsou jedinými dvěma událostmi sezóny hranými na halové antuce. Nejvýše nasazenou singlistkou se stala osmnáctá tenistka světa Elina Svitolinová z Ukrajiny. Jako poslední se přímo do dvouhry kvalifikovala 75. hráčka žebříčku Irina-Camelia Beguová z Rumunska, která před začátkem odstoupila. V důsledku invaze Ruska na Ukrajinu na konci února 2022 řídící organizace tenisu ATP, WTA a ITF s grandslamy rozhodly, že ruští a běloruští tenisté mohli dále na okruzích startovat, ale do odvolání nikoli pod vlajkami Ruska a Běloruska.
Osmnáctý singlový titul na okruhu WTA Tour, a sedmý antukový, vybojovala 30letá Elina Svitolinová. Z dvaadvaceti kariérních finále odešla jen čtyřikrát poražena, což znamenalo 82% finálovou úspěšnost.  Čtyřhru ovládly Srbka Aleksandra Krunićová s Američankou Sabrinou Santamariovou, které získaly první společnou trofej.

## Rozdělení bodů a finančních odměn

### Rozdělení bodů
| Soutěž  | Soutěž      | vítězky | finalistky | semifinalistky | čtvrtfinalistky | 16 v kole | 32 v kole | Q  | Q2 | Q1 |
| ------- | ----------- | ------- | ---------- | -------------- | --------------- | --------- | --------- | -- | -- | -- |
| dvouhra | [ 2 ] [ 8 ] | 250     | 163        | 98             | 54              | 30        | 18        | 12 | 1  |    |
| čtyřhra | [ 9 ]       | 250     | 163        | 98             | 54              | 1         | —         | —  | —  | —  |

### Finanční odměny
| Soutěž                                | Soutěž      | vítězky  | finalistky | semifinalistky | čtvrtfinalistky | 16 v kole | 32 v kole | Q2      | Q1      |
| ------------------------------------- | ----------- | -------- | ---------- | -------------- | --------------- | --------- | --------- | ------- | ------- |
| dvouhra                               | [ 2 ] [ 8 ] | 31 565 € | 18 685 €   | 10 410 €       | 5 925 €         | 3 624 €   | 2 585 €   | 1 915 € | 1 235 € |
| čtyřhra                               | [ 9 ]       | 11 480 € | 6 460 €    | 3 700 €        | 2 210 €         | 1 700 €   | —         | —       | —       |
| částky ve čtyřhře jsou uváděny na pár |             |          |            |                |                 |           |           |         |         |

## Ženská dvouhra

### Nasazení
| Stát                         | Hráčka               | WTA | Nasazení |
| ---------------------------- | -------------------- | --- | -------- |
| Ukrajina                     | Elina Svitolinová    | 18. | 1.       |
| Česko                        | Linda Nosková        | 33. | 2.       |
| Srbsko                       | Olga Danilovićová    | 39. | 3.       |
| USA                          | McCartney Kesslerová | 43. | 4.       |
| Japonsko                     | Mojuka Učidžimová    | 51. | 5.       |
| USA                          | Alycia Parksová      | 54. | 6.       |
| Itálie                       | Lucia Bronzettiová   | 59. | 7.       |
| Spojené království           | Sonay Kartalová      | 60. | 8.       |
| Žebříček WTA k 7. dubnu 2025 |                      |     |          |

### Jiné formy účasti
Následující hráčky obdržely divokou kartu do hlavní soutěže:
- Bianca Andreescuová
- Loïs Boissonová
- Elsa Jacquemotová
- Diane Parryová[1]

Následující hráčky postoupily z kvalifikace:
- Fiona Ferrová
- Nao Hibinová
- Aleksandra Krunićová
- Tiantsoa Sarah Rakotomanga Rajaonahová
- Camilla Rosatellová
- Margaux Rouvroyová

### Odhlášení
před zahájením turnaje
- Elina Avanesjanová → nahradila ji Anna Blinkovová
- Irina-Camelia Beguová → nahradila ji  Harriet Dartová
- Marie Bouzková → nahradila ji  Suzan Lamensová
- Sofia Keninová → nahradila ji  Bernarda Peraová
- Ann Liová → nahradila ji  Jessika Ponchetová
- Magda Linetteová → nahradila ji Kamilla Rachimovová
- Emma Raducanuová → nahradila ji  Jaqueline Cristianová
- Kateřina Siniaková → nahradila ji  Elena-Gabriela Ruseová
- Viktorija Tomovová → nahradila ji  Linda Fruhvirtová
- Wang Sin-jü → nahradila ji  Jil Teichmannová

## Ženská čtyřhra

### Nasazení
| Stát                                                                     | Hráčka             | Stát               | Hráčka              | WTA  | Nasazení |
| ------------------------------------------------------------------------ | ------------------ | ------------------ | ------------------- | ---- | -------- |
|                                                                          | Irina Chromačovová | Česko              | Linda Nosková       | 98.  | 1.       |
| Japonsko                                                                 | Makoto Ninomijová  | Polsko             | Katarzyna Piterová  | 110. | 2.       |
| Spojené království                                                       | Emily Appletonová  | Čína               | Tchang Čchien-chuej | 148. | 3.       |
| Japonsko                                                                 | Nao Hibinová       | Spojené království | Maia Lumsdenová     | 163. | 4.       |
| Žebříček WTA k 7. dubnu 2025; číslo je součtem umístění obou členek páru |                    |                    |                     |      |          |

### Jiné formy účasti
Následující páry obdržely divokou kartu:
- Elsa Jacquemotová /  Jessika Ponchetová
- Tiphanie Lemaîtreová /  Margaux Rouvroyová

## Přehled finále

### Ženská dvouhra
- Elina Svitolinová vs.  Olga Danilovićová, 6–4, 7–6(10–8)

### Ženská čtyřhra
- Aleksandra Krunićová /  Sabrina Santamariová vs. Irina Chromačovová /  Linda Nosková, 6–0, 6–4